# Philothée O'Neddy
Œuvres principales
- Feu et Flamme

Auguste-Marie Dondey, dit Théophile Dondey de Santeny, mais plus connu sous le nom de Philothée O'Neddy (pseudonyme anagramme), né à Paris le 30 janvier 1811 et mort dans cette ville le 19 février 1875, est un écrivain français, considéré comme un « petit romantique » ou un « romantique frénétique ».

## Biographie
De condition modeste, il est le fils d'un petit fonctionnaire au ministère des finances mort en 1832, victime de l'épidémie de choléra, après vingt-neuf ans de service. N'ayant pas les trente ans requis, sa veuve ne peut toucher de pension. Ancien élève externe à l'Institution Lemasson (où il s'est lié d'amitié avec Ernest Havet et Félix Ravaisson) puis à Louis-le-Grand, Théophile est alors surnuméraire dans ce ministère depuis dix-huit mois. Nommé commis, il y demeure jusqu'à sa mort, pour subvenir aux besoins de sa famille. Célibataire, il vit avec sa sœur et sa mère (1779-1861), qui meurt après cinq ans de paralysie.
D'éducation chrétienne mais tôt libre-penseur, il s'affiche républicain et libéral.
Familier du Petit-Cénacle, groupuscule romantique des années 1830, auquel il appartient avec Théophile Gautier, Gérard de Nerval, Petrus Borel, Augustus Mac-Keat (Auguste Maquet), Jehan Duseigneur ou Joseph Bouchardy, il admire inconditionnellement Victor Hugo et participe à la bataille d'Hernani, le 25 février 1830. La même année, il s'enthousiasme pour la révolution de juillet. En août 1833, grâce à son oncle, l'imprimeur Prosper Dondey-Dupré, il publie Feu et flamme, recueil de poésie tiré à 300 exemplaires qui n'obtient aucun succès mais qui traduit bien l'atmosphère du mouvement Jeune-France.
Il a également écrit plusieurs feuilletons oubliés et un drame, inédit de son vivant, Miranda, ou les Harpes fées. En mai 1839, il publie en feuilleton dans l'Estafette un épisode d'un roman inédit intitulé Sodome et Solime, sous le titre: L'Escarcelle et la rapière, suivi en octobre par un autre épisode: L'Abbé de Saint-Or. En 1841, une pièce de vers intitulée Une fièvre de l'époque paraît dans le Voleur. Puis, au début de 1842, il donne à la Patrie, également en feuilleton, L'Histoire d'un anneau enchanté, paru en volume en 1842, avec une préface et un épilogue en vers (Paris, Boulé et Cie), repris dans les Mille et un romans, collection de romans entreprise par l'imprimeur Boulé. Le même périodique publie un conte, Le Lazare de l'amour, en huit feuilletons en février 1843. Toujours en 1843, il publie neuf critiques théâtrales à la Patrie (de janvier à mars), puis autant au  Courrier français (de mai à octobre),. Par la suite, abandonnant le journalisme, il se borne à écrire des vers, conservés par sa sœur et publiés après sa mort.
En 1871, pendant la Commune de Paris, il demande un congé pour raison de santé, avant de prendre sa retraite en janvier 1873. Il meurt à Paris le 19 février 1875. Il est inhumé le lendemain à Paris, au cimetière du Montparnasse, sous le nom de Théophile Dondey, dans la 6e division (3e ligne sud, 39e tombe ouest).

## Apparence
Dans son Histoire du romantisme, Théophile Gautier le décrit comme « un garçon qui offrait cette particularité d'être bistré de peau comme un mulâtre et d'avoir des cheveux blonds crêpés, touffus, abondants comme un Scandinave; ses yeux étaient d'un bleu clair, et leur extrême myopie en rendait le globe saillant; sa bouche était forte, rouge et sensuelle. De cet ensemble résultait une sorte de galbe africain, qui avait valu à Philothée le sobriquet d'Othello. » Il précise que « son lorgnon ne le quittait pas; il le portait au lit et le gardait sur son nez même en dormant ».
Il existe un portrait de lui gravé par Célestin Nanteuil en frontispice de Feu et Flamme (chez Dondey-Dupré, 1833).

## Œuvres
- Feu et flamme, Paris, Librairie orientale Dondey-Dupré, 1833, XIV-150 p. (lire en ligne)
- L'Escarcelle et la Rapière (épisode de Sodome et Solime), 1839
- L'Abbé de Saint-Or (épisode de Sodome et Solime), 1839
- L'histoire d'un anneau enchanté, roman de chevalerie, 1842 (en volume, Boulé et Cie, 1842, [2] 46 pages)
- Le Lazare de l'amour (conte), 1843
- Lettre inédite de Philothée O'Neddy sur le groupe littéraire romantique dit des Bousingos (Théophile Gautier, Gérard de Nerval, Petrus Borel, Bouchardy, Alphonse Brot, etc.), Paris, P. Rouquette, 1875, 16 p. (lire en ligne)

### Éditions posthumes
- Poésies posthumes, Paris, G. Charpentier, 1877, 496 p. (lire en ligne) (édition d'Ernest Havet).
- Œuvres en prose : romans et contes, critique théâtrale, lettres, Paris, G. Charpentier, 1878, 354 p. (lire en ligne)[13].
- Feu et Flamme, Paris, éditions des Presses françaises et Société « les Belles- Lettres », 1926, 144 pages.
- Œuvres complètes (t. 1: « Œuvres en prose : romans et contes, critique théâtrale », t. 2: « Poésies posthumes, précédées d'une notice sur Philothée O'Neddy par E. Havet »), Genève, Slatkine, 1968, 354 et 494 pages.
- Miranda, suivi de Le Cul-de-jatte, présentés par Jean-Luc Faivre, [Alfortville] Librairie Jérôme Doucet, Bibliothèque frénétique, septembre 2011.